# Pietro Tarquini
Pietro Tarquini detto Bicchierino (Montepulciano, 3 novembre 1827 – ...) è stato un fantino italiano.
Noto anche come Morticina, vinse una volta il Palio di Siena, il 2 luglio 1844 per il Nicchio.

## Carriera
Bicchierino esordì giovanissimo, neppure sedicenne, al Palio 16 agosto 1843 con il giubbetto del Nicchio.
La contrada dei Pispini lo confermò per la carriera di luglio dell'anno seguente. Alla mossa, Bicchierino incontrò non pochi problemi: il morello avuto in sorte dal Nicchio si innervosì e passò sotto il canapo, provocando la rovinosa caduta del fantino. Bicchierino, colto da una crisi di panico e in lacrime, inizialmente non riuscì a rimontare a cavallo, tanto che i giudici della mossa, dopo una lunga attesa, dettero il via con il fantino del Nicchio ancora a terra. Mentre le altre nove contrade partirono, un nicchiaiolo caricò di peso sul cavallo Bicchierino, il quale, superata l'iniziale difficoltà, si lanciò all'inseguimento degli altri fantini. La rimonta di Bicchierino fu epica: dopo essersi fatto largo a nerbate fra le altre contrade, superò all'ultimo giro l'Onda, fino a quel momento in testa con Figlio di Bonino, vincendo il Palio.
Una leggenda per lungo tempo diffusa a Siena narra che Bicchierino, subito dopo la vittoriosa carriera, sarebbe morto a causa delle ferite provocate dalle violente nerbate infertegli dagli altri fantini. In realtà, era di nuovo in Piazza il 16 agosto dello stesso anno, quando difese, giungendo quarto, i colori dell'Onda.
Bicchierino disputò entrambi i Palii anche del 1845 e del 1846. 
Poi, dopo aver corso a luglio 1849 nella Torre e ad agosto 1850 nel Valdimontone, chiuse la propria carriera di fantino a Siena.

## Presenze al Palio di Siena
Le vittorie sono evidenziate ed indicate in neretto.
| Palio          | Contrada     | Cavallo                 | Note |
| -------------- | ------------ | ----------------------- | ---- |
| 16 agosto 1843 | Nicchio      | Morello di P. Bianchi   |      |
| 2 luglio 1844  | Nicchio      | Morello di G.B. Bernini |      |
| 16 agosto 1844 | Onda         | Morello di F. Grandi    |      |
| 2 luglio 1845  | Nicchio      | Grigio di B. Bernardini |      |
| 17 agosto 1845 | Bruco        | ?                       |      |
| 2 luglio 1846  | Istrice      | Morello di L. Bernini   |      |
| 16 agosto 1846 | Civetta      | Sauro di L. Grandi      |      |
| 2 luglio 1849  | Torre        | Morello di B. Barlucchi |      |
| 16 agosto 1850 | Valdimontone | Grigio di G. Casini     |      |